# Districtul Wiang Kaen
Wiang Kaen (în thailandeză เวียงแก่น) este un district (Amphoe) din provincia Chiang Rai, Thailanda, cu o populație de 32.310 locuitori și o suprafață de 526,0 km².

## Componență
Districtul este subdivizat în 4 subdistricte (tambon), care sunt subdivizate în 41 de sate (muban).
| Nr. | Nume      | În thailandeză | Sate | Locuitori |  |
| --- | --------- | -------------- | ---- | --------- |  |
| 1.  | Muang Yai | ม่วงยาย         | 9    | 7,449     |  |
| 2.  | Po        | ปอ             | 20   | 15,946    |  |
| 3.  | Lai Ngao  | หล่ายงาว        | 6    | 3,490     |  |
| 4.  | Tha Kham  | ท่าข้าม          | 6    | 5,425     |  |